# Ligne de tramway de Caen à Luc-sur-Mer
La ligne de Caen à Luc-sur-Mer est une ancienne ligne de tramway des Chemins de fer du Calvados (CFC).

## Histoire
Le 1er juillet 1900, la section de Courseulles-sur-Mer à Luc-sur-Mer de la ligne de Caen à la mer est mise à double écartement (standard et 600 mm). À cette date ou ultérieurement une partie des services de la ligne de Caen à Luc-sur-Mer sont prolongés à Bayeux par la nouvelle section à double écartement et la ligne des CFC de Bayeux à Courseulles-sur-Mer qui devient par la même occasion un simple service partiel de la première.
Pendant la Première Guerre mondiale, les services prolongés vers Bayeux sont abandonnés et le terminus est ramené à Luc-sur-Mer, la ligne de Bayeux à Courseulles-sur-Mer redevient une ligne à part entière.